# Marisa Matias
Marisa Matias, all'anagrafe Marisa Isabel dos Santos Matias (Coimbra, 20 febbraio 1976), è una sociologa e politica portoghese, che lavora in ambito ambientale e della salute pubblica, oltre ad essere deputata al Parlamento europeo per il partito politico Bloco de Esquerda.

## Biografia
Ricercatrice del Centro de Estudos Sociais da Universidade de Coimbra (CES) (dal 2004), precedentemente è stata anche assistente ricercatrice di quello stesso Centro (2000-2004) e insegnante di sociologia e altre materie negli istituti professionali ITAP - Instituto Técnico e Artístico Profissional de Coimbra e Profitecla (2000-2001). Fu segretaria di redazione della Revista Crítica de Ciências Sociais (1998-2000).
Ha svolto tutto il suo percorso accademico nell'ambito della Sociologia, all'Università di Coimbra dalla laurea triennale al dottorato in Sociologia, portando la tesi: La natura stanca di noi? Salute, ambiente e nuove forme di cittadinanza (Faculdade de Economia da Universidade de Coimbra, 2009). Il suo master, anche esso in Sociologia, si occupava di studi sociali della scienza e della tecnologia.
Ha pubblicato diversi articoli scientifici, capitoli di libri e altre pubblicazioni nazionali e internazionali sulle relazioni tra ambiente e salute pubblica, scienza e conoscenza, democrazia e cittadinanza. Ha collaborato come formatrice/professoressa in diversi corsi di formazione e programmi post laurea. Ha realizzato ricerche scientifiche negli ambiti della salute ambientale, sociologia della scienza, sociologia della salute e sociologia politica.

### Attività civica e politica
Membro della Mesa Nacional do Blocco di Sinistra e della sua Commissione Politica. Vice-presidente del Partido da Esquerda Europeia. È Vice-Presidente della Associazione Europea per l'Alzheimer e Membro del Conselho Consultivo da SERES. Fu anche membro della direcção da Pro-Urbe, associazione civica di Coimbra. Fu coordinatrice nazionale del “Movimento Cidadania e Responsabilidade pelo Sim”, nell'ambito del referendum nazionale per la depenalizzazione dell'aborto in Portogallo. Attivista del movimento contro il coincenerimento a Souselas. Ha guidato la lista del Bloco de Esquerda nelle elezioni per la Câmara Municipal de Coimbra (2005).

### Europarlamentare

#### VII legislatura (2009–2014)
Nel 2009 è stata eletta deputata del Parlamento europeo per il Blocco di Sinistra, integrando il gruppo politico GUE/NGL. Durante quella legislazione ha fatto parte della Commissione dell'Industria, dell'Investigazione e dell'Energia (ITRE), della quale fu coordinatrice, e della Commissione dell'Ambiente, della Salute Pubblica e della Sicurezza Alimentare (ENVI) fino a giugno del 2012, e della Commissione degli Argomenti Economici e Monetari (ECON) a partire da giugno del 2012. Ha fatto parte anche delle delegazioni per le relazioni con i Paesi del Mashrek, con il consiglio legislativo della Palestina e con il Sudafrica.
All'inizio del mandato fu nominata relatrice del Parlamento Europeo per l'elaborazione e negoziazione della direttiva che previene l'entrata di farmaci contraffatti nella catena legale di distribuzione, un business che frutta alle reti di contraffazione più di 400.000 euro annuali e che mette in rischio la vita dei pazienti. La direttiva proposta e negoziata nel corso di quasi due anni con i gruppi parlamentari e con i governi sarebbe stata approvata nel 2011. Fu la seconda volta dall'integrazione del Portogallo in UE che una deputata portoghese fu responsabile di una direttiva-quadro, legge che sarà trasposta all'ordinamento giuridico dei 28 stati membri fino al 2016.
Parallelamente, fu anche relatrice della strategia europea per la lotta contro l'Alzheimer e altre demenze, che sarebbe stata ugualmente approvata nel 2011. Ha integrato e co-presieduto il gruppo di lavoro europeo per il Diabete ed è stata coautrice della prima risoluzione mai approvata al Parlamento Europeo in ambito della a definizione di linee politiche strategiche per la lotta contro l'epidemia del diabete (2010). Si è dedicata all'elaborazione e approvazione di proposte di risoluzione relative al cancro, HIV-AIDS ed è stata membro integrante della commissione del inchiesta parlamentare sul vaccino per la H1N1. Nel 2011 è stata eletta con più di 350 voti ottenuti in sistema di voto segreto Deputata dell' Anno in ambito della salute, essendo l'unica deputata del Grupo Parlamentar da Esquerda Unitária a ricevere questo premio dal momento della sua creazione.

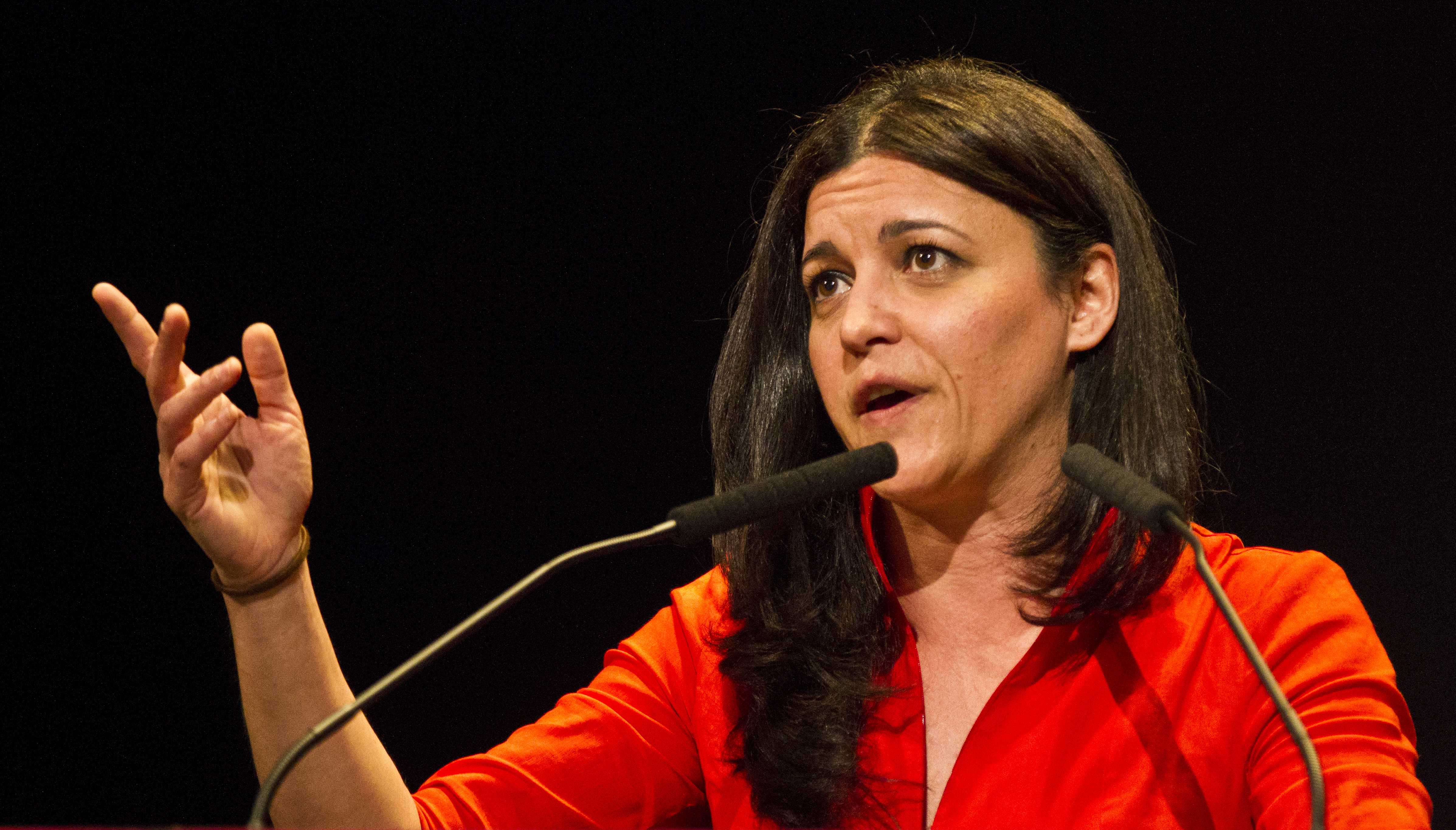
Marisa Matias al Forum Internazionale per l'Emancipazione e l'Uguaglianza.

Tra il 2011 e il 2012 fu relatrice in Parlamento per la definizione del Quadro Comune Strategico di Finanziamento di Ricerca e Innovazione, relazione che sarebbe stata approvata nel 2012 e che stabilì le basi per il disegno di ciò che sarebbe dovuta diventare la proposta del Programa Horizonte 2020, programma relativo al finanziamento europeo alla ricerca e all'innovazione nel periodo 2014/2020. Al di là della proposta di rinforzo di verbas e di una miglior ridistribuzione geografica di queste verbas, la proposta approvata consacrò un aumento significativo di sussidi alla ricerca scientifica e all'attribuzione di borse di studio nel quadro di finanziamento europeo. Più tardi, si sarebbe unita alla squadra dei sei relatori nominati dal Parlamento Europeo per la definizione e la negoziazione della proposta relativa a Horizonte 2020, essendo stata responsabile di uno dei due regolamenti legislativi relativi all'Agenda Strategica per l'Innovazione. Il corpus legislativo sarebbe poi stato approvato a fine 2013, e messo in vigore a gennaio del 2014.
Nel 2012 è stata anche nominata relatrice del Parlamento Europeo per la valutazione delle attività della Banca centrale europea relative al 2011, anno in cui la presidenza del BCE cambiò. In un processo molto dibattuto e di difficili negoziazioni, la sua relazione sarebbe stata approvata per un voto di differenza nella commissione degli argomenti economici e monetari. Successivamente, il rapporto avrebbe potuto essere approvato totalmente anche nel 2013, ma Marisa Matias chiese che il suo nome fosse tolto dal rapporto, decisione derivata dalle alterazioni approvate nel voto finale che hanno eliminato dal rapporto tutti i riferimenti critici alla BCE in quanto membro della Troika, eliminando ugualmente la proposta che obbligava la BCE a restituire ai paesi sotto l'intervento della Troika il lucro risultante dai complessi processi di compravendita dei titoli di debito pubblico.
Marisa Matias è stata anche relatrice del parlamento per quattro pareri sulla strategia europea di adattamento alle alterazioni climatiche, la ridefinizione del calcolo del PIB, la proposta di un nuovo quadro finanziario pluriennale e la regolamentazione della definizione di indici relativi alla transazione di beni nella Borsa.
In quanto relatora sombra, vale a dire, deputata responsabile nel suo gruppo parlamentare di seguire e negoziare proposte condotte da altri colleghi di altri gruppi parlamentari, Marisa Matias ha accompagnato durante questo mandato l'esecuzione di 25 proposte parlamentari, avendo presentato proposte di alterazione e partecipando alle riunioni di negoziazione.
È stata anche coautrice di 119 proposte di risoluzioni parlamentari.
In quanto Vicepresidente del Parlamento per le relazioni con i paesi del Maxereque (Libano, Siria, Giordania ed Egitto) ha integrato e presieduto anche a varie delegazioni parlamentari a questi paesi, coordinando processi di negoziazione con i rispettivi parlamenti nazionali, in un periodo che è stato attraversato dalle trasformazioni introdotte dalla Primavera Araba. Integra anche la Delegazione del Parlamento per le relazioni con il Consiglio legislativo palestinese, avendo svolto varie iniziative relative, in particolare, all'assedio della Striscia di Gaza.

#### VIII legislatura (2014–2019)

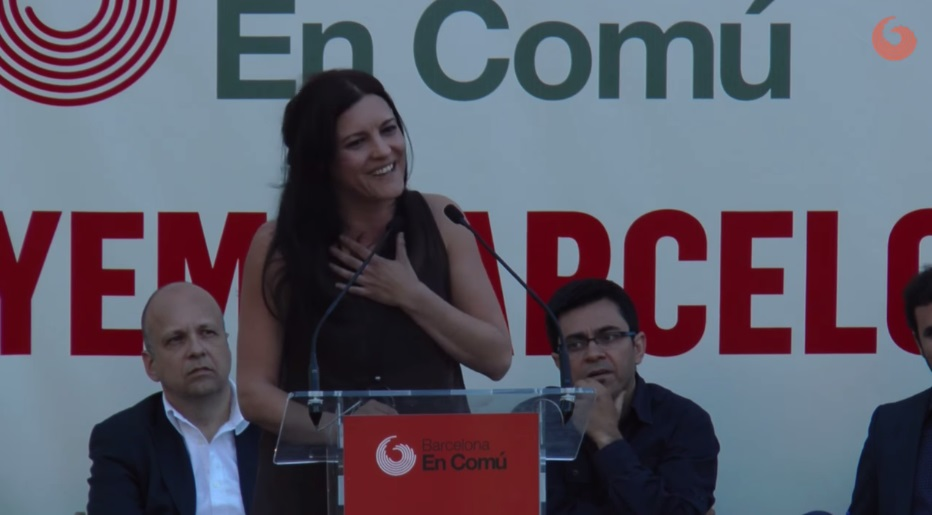
Marisa Matias a Barcellona (2015).

Nel 2014 ha capeggiato la lista del Bloco de Esquerda per le elezioni europee, essendo stata rieletta deputata del Parlamento Europeo, dove continua ad integrare il gruppo parlamentare GUE/NGL. Nella presente legislatura è membro della Comissão de Assuntos Económicos e Monetários (ECON], della quale è coordinatrice, e della Comissão da Indústria, da Investigação e da Energia (ITRE). È Vice-Presidente della Comissão Especial sobre as Decisões Fiscais Antecipadas e Outras Medidas de Natureza ou Efeitos Similares (TAXE]), costituitasi a seguito degli scandali luxleaks e swissleaks e altri. È Presidente della Delegação para as Relações com os Países do Maxereque (Libano, Egitto, Siria e Giordania), nell'ambito della quale ha presieduto alla delegazione ufficiale in visita in Libano, durante la quale è stata trattata, tra le altre, la questione dei rifugiati. È Presidente dell'intergrupo dos Bens Comuns, che include non solo le risorse naturali, in particolare l'acqua, ma anche, per esempio, gli spazi sociali o giardini urbani, o addirittura immateriali come la conoscenza, la cultura, il pensiero, la creatività, i beni digitali comuni, tutti con forme proprie di appropriazione e gestione. Mantiene la co-presidenza del gruppo di lavoro europeo per i dibattiti.
Nella presente legislatura Marisa Matias ha accompagnato nell'ambito della ECON, soprattutto, i rapporti legati al governamento economico, al semestre europeo, Banca Centrale Europea e Trattato transatlantico sul commercio e gli investimenti (TTIP).
Nell'ambito della ITRE è relatora sombra del rapporto relativo al mercato unico europeo delle comunicazioni elettroniche, nell'ambito del quale si è battuta per la manutenzione della neutralità di internet.
Il 25 settembre del 2014 ha presieduto la presentazione delle conclusioni della sessione straordinaria su Gaza del Tribunale Russell per la Palestina, nel Parlamento Europeo, con i membri della giuria: Ken Loach, Roger Waters, Vandana Shiva, David Sheen, Richard Falk, Max Blumenthal, Mohamed Omer e Michael Mansfield. Dopo aver integrato nell'inizio di questo stesso mese una delegazione di deputati del Parlamento Europeo gli è stato impedito di visitare la Striscia di Gaza dalle autorità di Israele.

### Elezioni presidenziali del 2016
Marisa Matias è la candidata appoggiata dal Bloco de Esquerda alle elezioni presidenziali in Portogallo del 2016. L'annuncio della sua candidatura è stato fatto il 7 novembre del 2015 nel Teatro Thalia, a Lisbona, ed è stata formalizzata al Tribunal Constitucional il 17 dicembre del 2015, con la consegna di circa 12 000 firme. Il suo mandatario nazionale è l'attore António Capelo.